# Metamorphe
Cet article concerne le genre d'algues rouges. Pour la science-fiction, voir Métamorphe.
Genre
Metamorphe est un genre d'algues rouges de la famille des Rhodomelaceae. 

## Liste d'espèces
Selon AlgaeBase (18 mai 2012), Catalogue of Life (18 mai 2012) et World Register of Marine Species (18 mai 2012) :
- Metamorphe colensoi (J.D.Hooker & Harvey) Falkenberg (espèce type)